# Proposizione incidentale
Le proposizioni incidentali (o incisive) sono proposizioni che risultano accessorie rispetto al periodo cui sono inserite. Di solito sono poste tra due stessi segni di punteggiatura. Segni che possono essere: due virgole, due lineette o due parentesi. Proprio da "parentesi" le proposizioni incidentali sono dette parentetiche.
Es: secondo me, se non mi sbaglio, come al solito, come avevo previsto, si sa che, sia detto tra noi, a quanto pare...
Il suo nome deriva dal latino "incidere", cioè "cadere dentro".
Di solito serve come chiarimento, osservazione o commento della frase.

## Sintassi
Dal punto di vista sintattico, e da quello grammaticale, una proposizione incidentale non può essere una proposizione principale, perché non è del tutto indipendente da una frase. La proposizione incidentale non ha alcun legame grammaticale o sintattico con le altre proposizioni, tanto che si può anche togliere senza che il significato del resto del periodo subisca un'alterazione. Essa serve, per lo più, per un chiarimento o per una interrogazione.
La proposizione incidentale può svolgere svariate funzioni e più spesso è una proposizione coordinata alla principale o alla subordinata a cui è annessa. Ad esempio:
- Giorgio, benché fosse raffreddato, volle uscire di casa lo stesso.

In questo caso la proposizione incidentale svolge la funzione di proposizione concessiva, cioè svolge la funzione di una proposizione subordinata. In casi come questo, l'inciso può presentare ellissi del verbo: Giorgio, benché raffreddato,...